# 埃切格村
埃切格村（匈牙利語：Ecsegfalva）是匈牙利贝凯什州所辖的一个村。总面积78.99平方公里，总人口1183，人口密度15.0人/平方公里（2011年1月1日）。